# Hôtel de Polignac
L'hôtel de Polignac est un hôtel particulier situé rue Jules-Ferry, à Condom, dans le département français du Gers en région Occitanie.
Il a été classé au titre de monument historique en  1990.

## Historique
La construction de cet hôtel particulier a été ordonné par l'abbé Jean Marie d'Orlan de Polignac, prieur de Saint-Martin de Layrac entre 1780 à 1785. Ses revenus furent insuffisants pour achever la construction et conduit l'abbé à sa ruine.
L’hôtel est acheté par le Condomois, Bernard Laterrade et sa famille le conserve jusqu’au XIXe siècle. L’hôtel de Polignac fut cédé à la municipalité, pour y loger une école de garçons le 10 août 1882. Aujourd’hui, l’école Jules-Ferry est une école élémentaire publique.
Il est retenu pour bénéficier du loto du patrimoine en mai 2018,.

## Description
Les dispositions sont celles de l'hôtel parisien entre cour et jardin. Il se compose d'un corps de bâtiment central avec deux ailes en retour formant une cour fermée sur la rue par un mur de clôture, fait de colonnes doriques soutenant un entablement et de grilles en fer forgé.
La façade occidentale s'élève sur deux niveaux au-dessus d'un soubassement constitué de deux étages de caves voûtées. L'avant-corps central est rythmé par des colonnes ioniques géminées sur les côtés, soutenant au premier étage un balcon en fer forgé et, au niveau de la couverture, un fronton triangulaire.